# Saint-Thibéry
Saint-Thibéry, en occitan Sant Tibèri, est une commune française située dans le sud du département de l'Hérault, en région Occitanie.
Exposée à un climat méditerranéen, elle est drainée par l'Hérault, la Thongue, le ruisseau de Laval et par divers autres petits cours d'eau. La commune possède un patrimoine naturel remarquable : un site Natura 2000 (le « cours inférieur de l'Hérault ») et quatre zones naturelles d'intérêt écologique, faunistique et floristique.
Saint-Thibéry est une commune rurale qui compte 3 047 habitants en 2022, après avoir connu une forte hausse de la population depuis 1962. Elle est dans l'unité urbaine de Bessan. Ses habitants sont appelés les Saint-Thibériens et Saint-Thibériennes.

## Géographie

### Localisation
Saint-Thibéry est située dans la région naturelle du Biterrois, à proximité de la région du Pays de Thau, séparée du village par le fleuve Hérault. Une partie du territoire de la commune se trouve cependant sur la rive gauche du fleuve et est donc géographiquement située dans cette dernière région.
Le village est situé à 13 km au nord-ouest d'Agde et à 6 kilomètres au sud de Pézenas ainsi qu'à 17 kilomètres au nord-est de Béziers et à 45 kilomètres au sud-ouest de Montpellier.

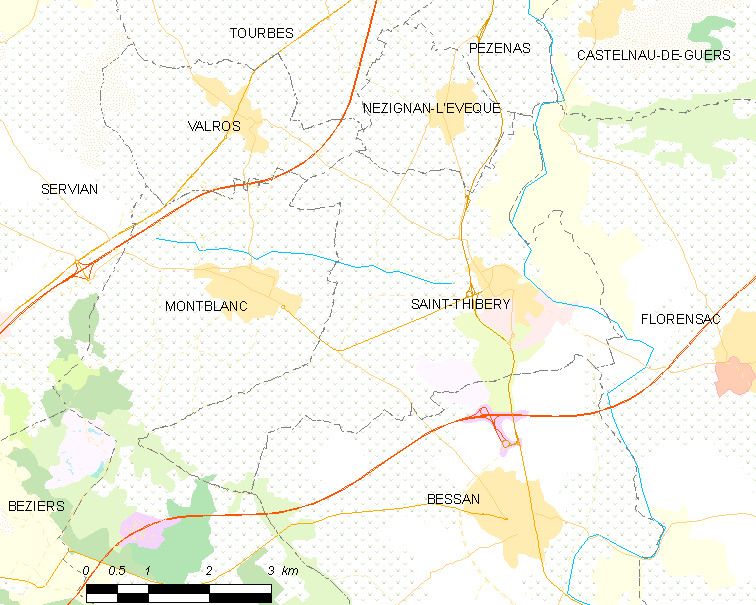
Carte.

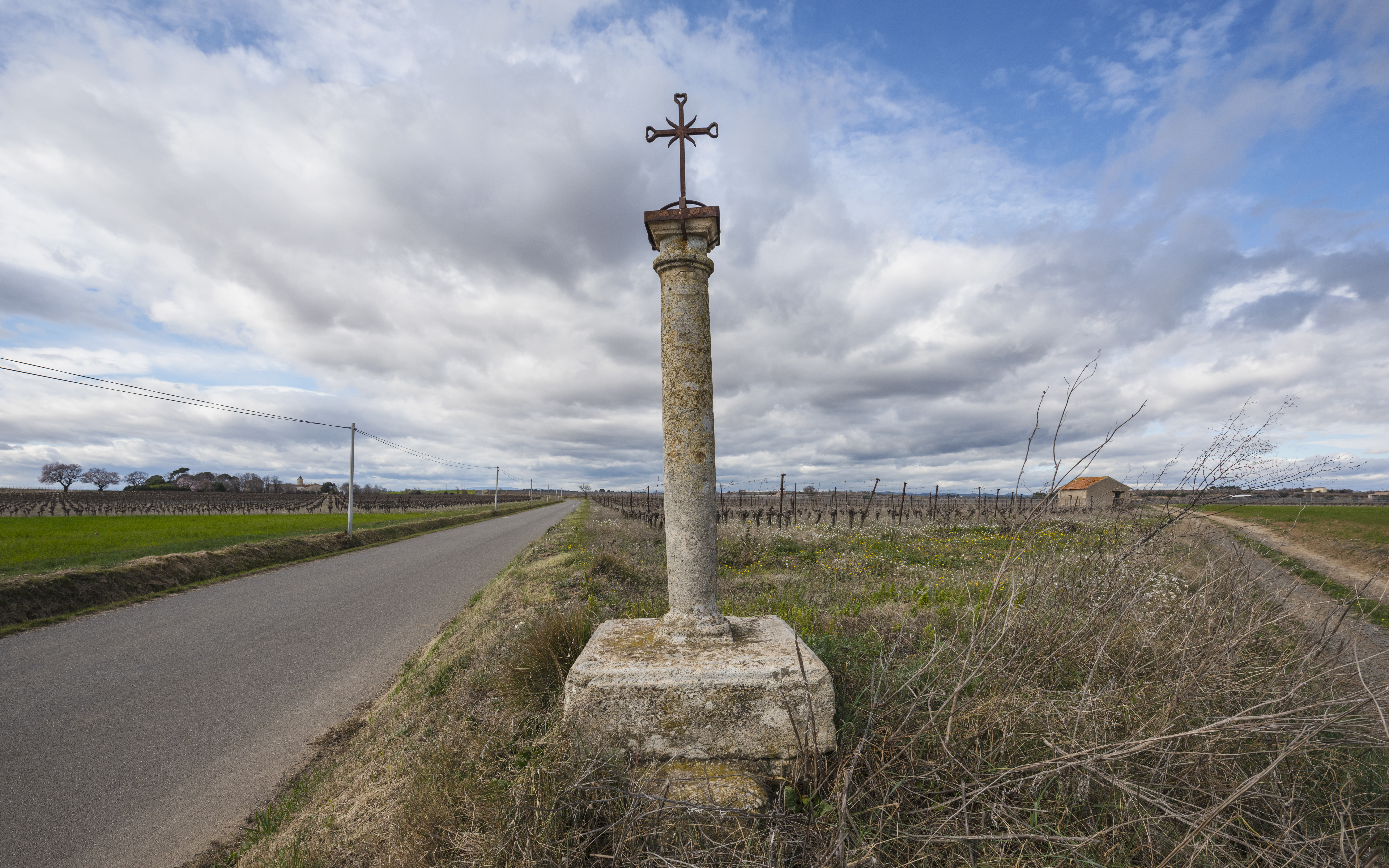
Une croix en bordure de vignes et de la route départementale 18.

### Géologie et relief
Le village est construit près d'un ancien volcan, le Mont Ramus. Une ancienne coulée de lave a conduit à la formation d'orgues basaltiques visibles au cœur du village. Le territoire de la commune est situé à cheval sur les limites des plaines biterroises et montpelliéraines (Pays de Thau), délimitées par l'Hérault.

### Hydrographie

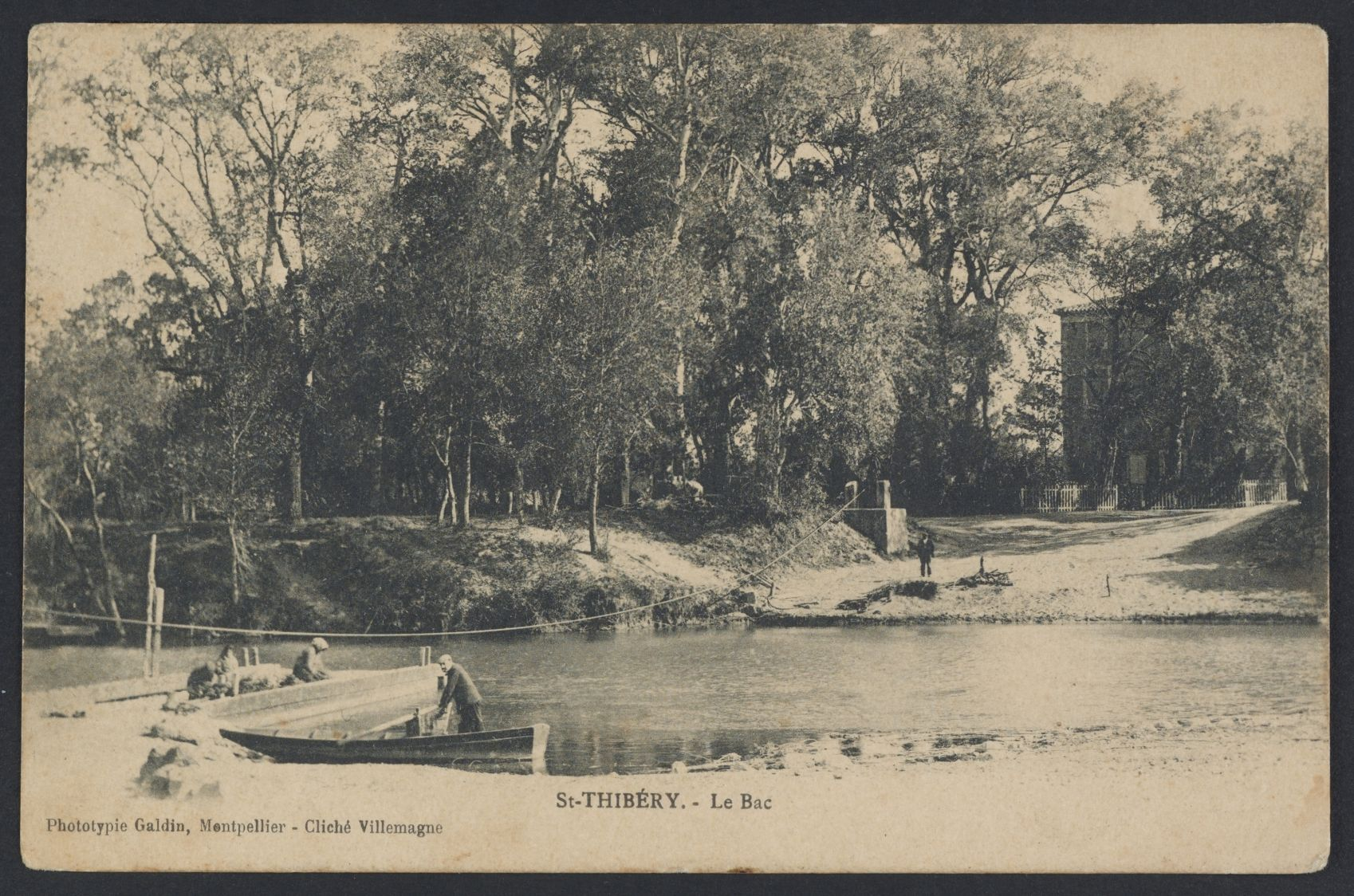
Le bac : carte postale (1915)

Saint-Thibéry est situé au confluent de l'Hérault et de la Thongue. Un ancien lit de l'Hérault, appelé le Brasset, isole une terre précisément dénommée l'« Île ».
Cette situation impose au village la construction et l'entretien de digues pour se protéger des inondations lorsque les deux cours d'eau sont en crue. Un des talus a été élevé pour le passage de la voie ferrée en 1863. La digue nord a été édifiée en 1869.

### Voies de communication et transports
L'autoroute la plus proche du village est l'autoroute A9 (échangeur 34 à péage), qui passe à 2 kilomètres au sud du village. L'autre autoroute proche est l'autoroute A75 (échangeur 60 libre ou échangeur 62 libre), qui passe à 3,5 kilomètres au nord-ouest du village. La route départementale 18 (D 18) traverse la commune et son tracé emprunte celui de la Voie Domitienne à l'ouest du village. La route départementale 13 (D 13) passe à proximité du village.
Une voie ferrée qui reliait Vias à Lodève a été inaugurée en 1863 par la Compagnie des chemins de fer du Midi. Elle traverse le village en le séparant en deux parties.

### Communes limitrophes
| Valros    | Nézignan-l'Evêque, Pézenas |           |
| Montblanc | Saint-Thibéry              | Florensac |
|           | Bessan                     |           |

Le territoire communal est séparé de 300 mètres environ de celui de Béziers par un étroit passage qui relie deux parties du territoire de Montblanc.

### Climat
Pour des articles plus généraux, voir Climat de l'Occitanie et Climat de l'Hérault.
En 2010, le climat de la commune est de type climat méditerranéen franc, selon une étude s'appuyant sur une série de données couvrant la période 1971-2000. En 2020, Météo-France publie une typologie des climats de la France métropolitaine dans laquelle la commune est exposée à un climat méditerranéen et est dans la région climatique Provence, Languedoc-Roussillon, caractérisée par une pluviométrie faible en été, un très bon ensoleillement (2 600 h/an), un été chaud (21,5 °C), un air très sec en été, sec en toutes saisons, des vents forts (fréquence de 40 à 50 % de vents > 5 m/s) et peu de brouillards.
Pour la période 1971-2000, la température annuelle moyenne est de 14,8 °C, avec une amplitude thermique annuelle de 16 °C. Le cumul annuel moyen de précipitations est de 637 mm, avec 5,8 jours de précipitations en janvier et 2,4 jours en juillet. Pour la période 1991-2020, la température moyenne annuelle observée sur la station météorologique la plus proche, située sur la commune de Tourbes à 6 km à vol d'oiseau, est de 15,2 °C et le cumul annuel moyen de précipitations est de 607,5 mm,. Pour l'avenir, les paramètres climatiques de la commune estimés pour 2050 selon différents scénarios d'émission de gaz à effet de serre sont consultables sur un site dédié publié par Météo-France en novembre 2022.

### Milieux naturels et biodiversité

#### Réseau Natura 2000

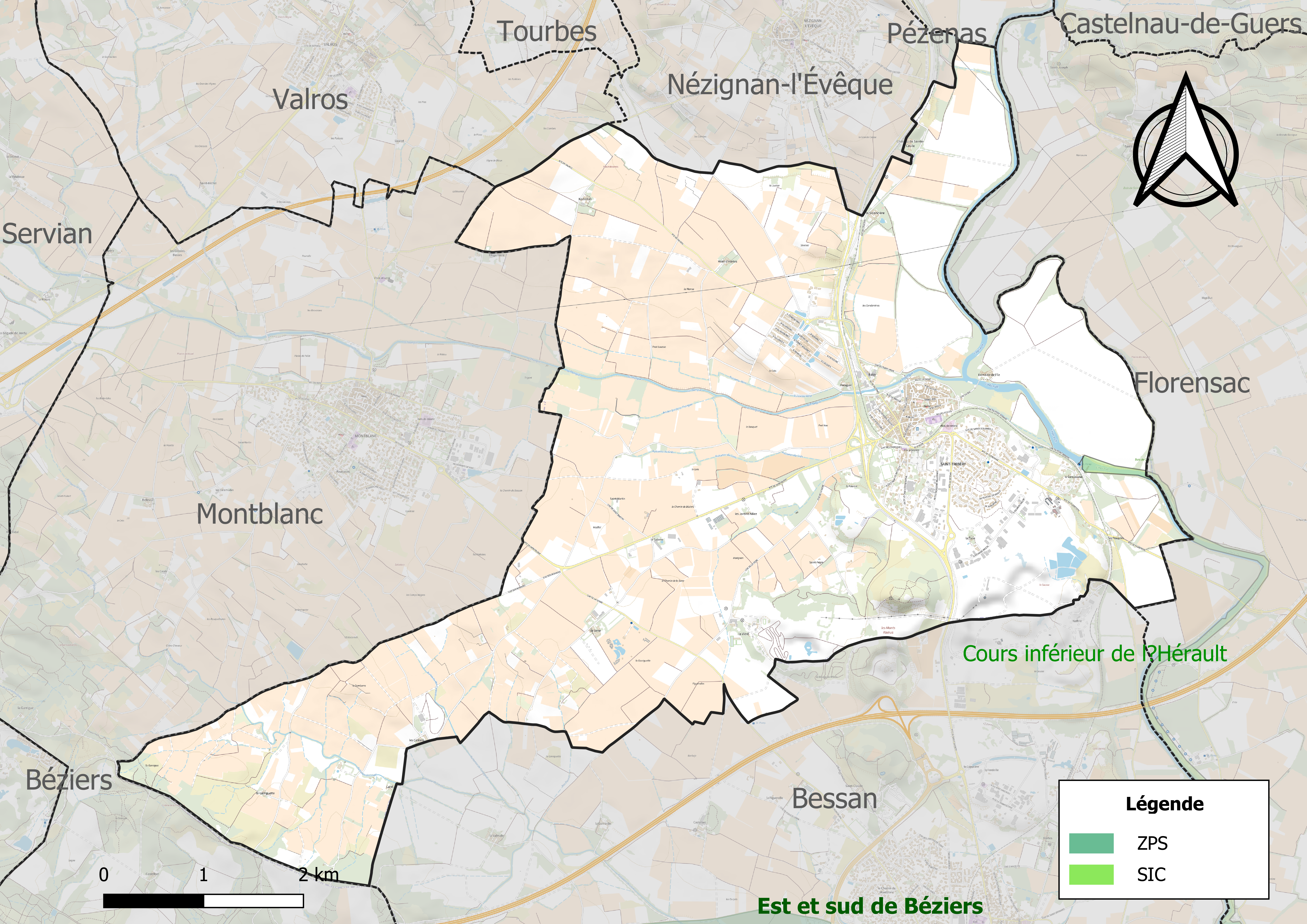
Site Natura 2000 sur le territoire communal.

Le réseau Natura 2000 est un réseau écologique européen de sites naturels d'intérêt écologique élaboré à partir des directives habitats et oiseaux, constitué de zones spéciales de conservation (ZSC) et de zones de protection spéciale (ZPS).
Un site Natura 2000 a été défini sur la commune au titre de la directive habitats : le « cours inférieur de l'Hérault », d'une superficie de 162 ha, qui accueille une espèce de poisson migrateur vulnérable, en forte régression depuis la prolifération des ouvrages sur les cours d'eau : l'Alose feinte mais aussi le Toxostome, un autre poisson à fort enjeu patrimonial.

#### Zones naturelles d'intérêt écologique, faunistique et floristique
L’inventaire des zones naturelles d'intérêt écologique, faunistique et floristique (ZNIEFF) a pour objectif de réaliser une couverture des zones les plus intéressantes sur le plan écologique, essentiellement dans la perspective d’améliorer la connaissance du patrimoine naturel national et de fournir aux différents décideurs un outil d’aide à la prise en compte de l’environnement dans l’aménagement du territoire.
Trois ZNIEFF de type 1 sont recensées sur la commune :
- les « Grand bois » (472 ha), couvrant 4 communes du département[11] ;
- la « plaine des Castans » (776 ha), couvrant 3 communes du département[12],
- les « Volcans et coulées basaltiques des Monts Ramus » (126 ha), couvrant 2 communes du département[13] ;

et une ZNIEFF de type 2, : 
le « cours aval de l'Hérault » (236 ha), couvrant 4 communes du département.

Carte des ZNIEFF de type 1 et 2 à Saint-Thibéry.
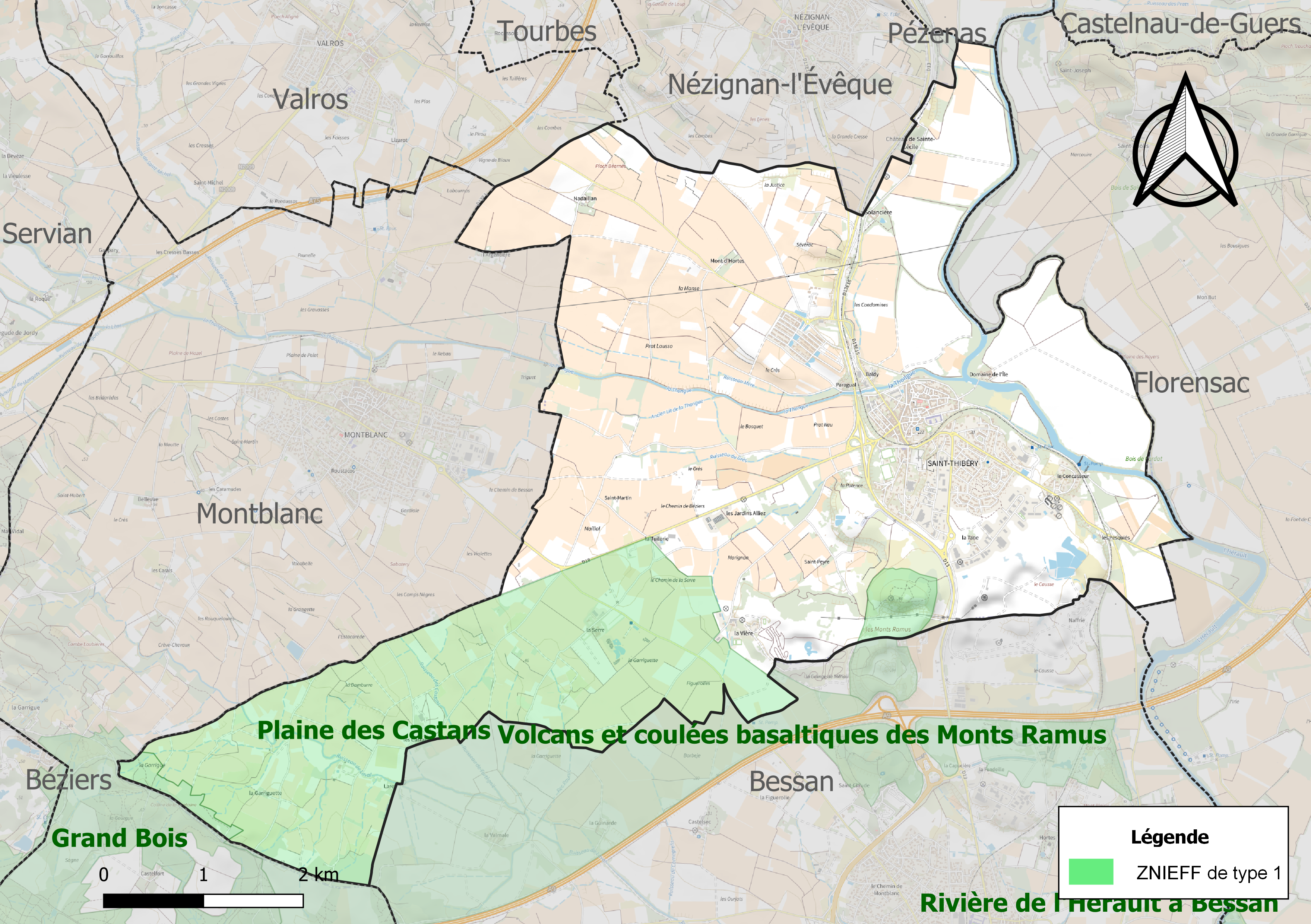
Carte des ZNIEFF de type 1 sur la commune.
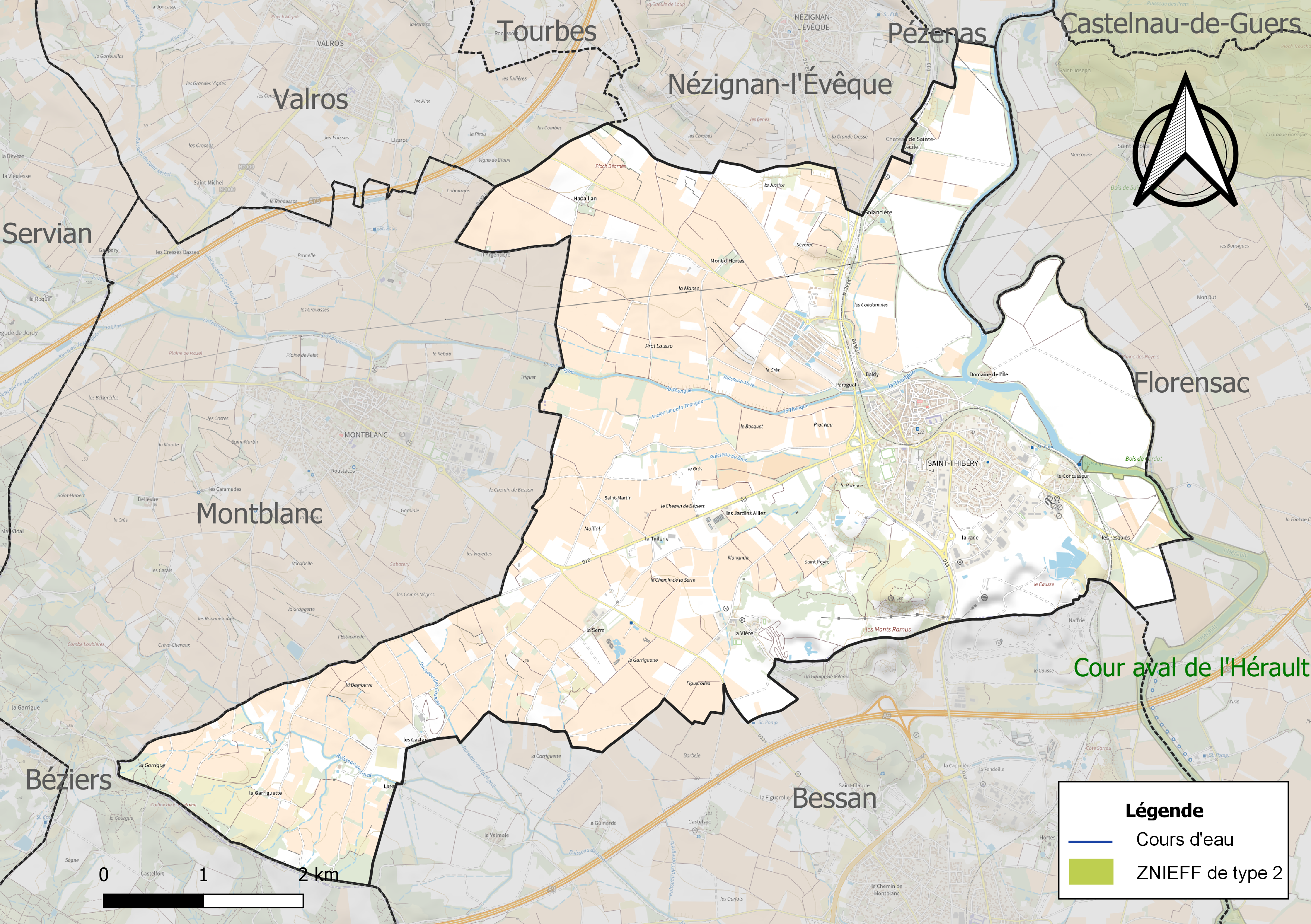
Carte de la ZNIEFF de type 2 sur la commune.

## Urbanisme

### Typologie
Au 1er janvier 2024, Saint-Thibéry est catégorisée bourg rural, selon la nouvelle grille communale de densité à sept niveaux définie par l'Insee en 2022.
Elle appartient à l'unité urbaine de Bessan, une agglomération intra-départementale regroupant deux  communes, dont elle est une commune de la banlieue,,. La commune est en outre hors attraction des villes,.

### Occupation des sols
L'occupation des sols de la commune, telle qu'elle ressort de la base de données européenne d’occupation biophysique des sols Corine Land Cover (CLC), est marquée par l'importance des territoires agricoles (82,3 % en 2018), une proportion sensiblement équivalente à celle de 1990 (83 %). La répartition détaillée en 2018 est la suivante : 
cultures permanentes (64,9 %), terres arables (13 %), milieux à végétation arbustive et/ou herbacée (4,6 %), mines, décharges et chantiers (4,5 %), zones agricoles hétérogènes (4,3 %), zones industrielles ou commerciales et réseaux de communication (3,5 %), zones urbanisées (3,3 %), espaces verts artificialisés, non agricoles (1,7 %), prairies (0,1 %), forêts (0,1 %). L'évolution de l’occupation des sols de la commune et de ses infrastructures peut être observée sur les différentes représentations cartographiques du territoire : la carte de Cassini (XVIIIe siècle), la carte d'état-major (1820-1866) et les cartes ou photos aériennes de l'IGN pour la période actuelle (1950 à aujourd'hui).

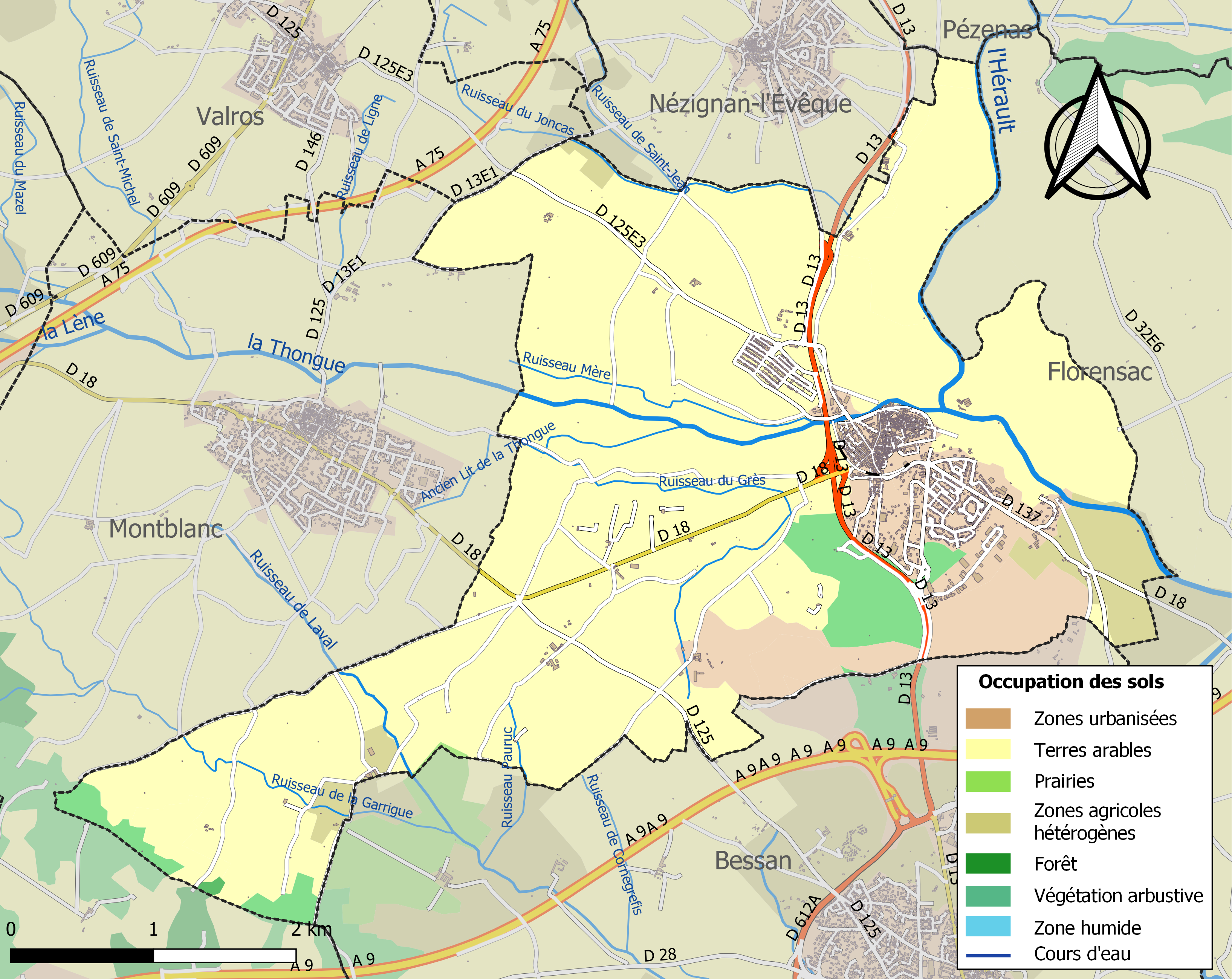
Carte des infrastructures et de l'occupation des sols de la commune en 2018 (CLC).

### Risques majeurs
Le territoire de la commune de Saint-Thibéry est vulnérable à différents aléas naturels : météorologiques (tempête, orage, neige, grand froid, canicule ou sécheresse), inondations, feux de forêts et séisme (sismicité faible). Il est également exposé à deux risques technologiques, le transport de matières dangereuses et la rupture d'un barrage. Un site publié par le BRGM permet d'évaluer simplement et rapidement les risques d'un bien localisé soit par son adresse soit par le numéro de sa parcelle.

#### Risques naturels
La commune fait partie du territoire à risques importants d'inondation (TRI) de Béziers-Agde, regroupant 15 communes autour des bassins de vie de Béziers et d'Agde, un des 31 TRI qui ont été arrêtés fin 2012 sur le bassin Rhône-Méditerranée, retenu au regard des submersions marines et des débordements de cours d’eau, notamment d'ouest en est, de l'Orb, du Libron et de l'Hérault. Les crues historiques antérieures à 2019 les plus significatives sont celles du 26 septembre 1907, un épisode généralisé sur la quasi-totalité du bassin, et du 30 septembre 1958, un épisode cévenol en partie supérieure du bassin. Des cartes des surfaces inondables ont été établies pour trois scénarios : fréquent (crue de temps de retour de 10 ans à 30 ans), moyen (temps de retour de 100 ans à 300 ans) et extrême (temps de retour de l'ordre de 1 000 ans, qui met en défaut tout système de protection). La commune a été reconnue en état de catastrophe naturelle au titre des dommages causés par les inondations et coulées de boue survenues en 1982, 1986, 1987, 1991, 1992, 1994, 1996, 1997, 1999, 2003, 2011, 2014, 2016 et 2019,.
Saint-Thibéry est exposée au risque de feu de forêt. Un plan départemental de protection des forêts contre les incendies (PDPFCI) a été approuvé en juin 2013 et court jusqu'en 2022, où il doit être renouvelé. Les mesures individuelles de prévention contre les incendies sont précisées par deux arrêtés préfectoraux et s’appliquent dans les zones exposées aux incendies de forêt et à moins de 200 mètres de celles-ci. L’arrêté du 25 avril 2002 réglemente l'emploi du feu en interdisant notamment d’apporter du feu, de fumer et de jeter des mégots de cigarette dans les espaces sensibles et sur les voies qui les traversent sous peine de sanctions. L'arrêté du 11 mars 2013 rend le débroussaillement obligatoire, incombant au propriétaire ou ayant droit,.

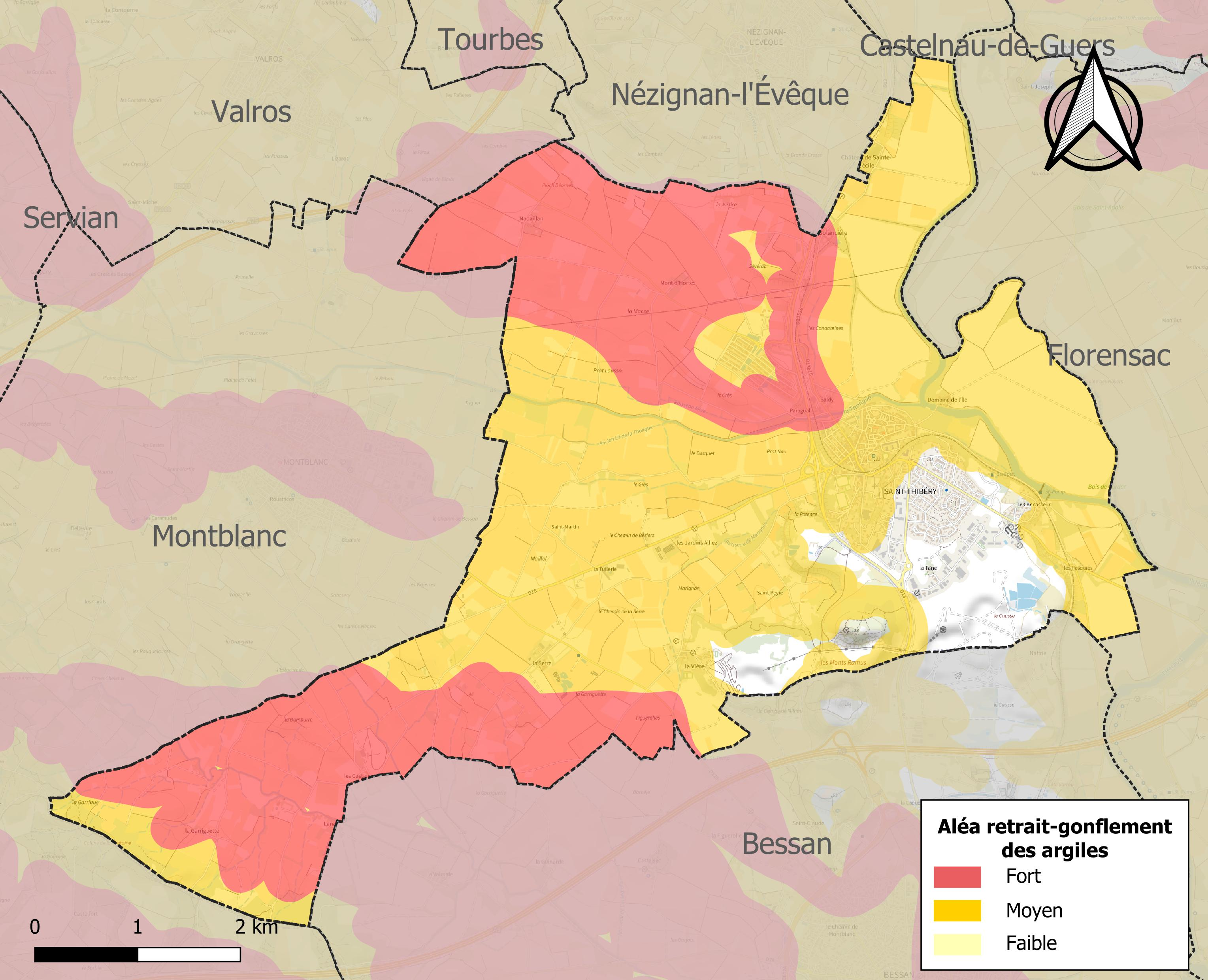
Carte des zones d'aléa retrait-gonflement des sols argileux de Saint-Thibéry.

Le retrait-gonflement des sols argileux est susceptible d'engendrer des dommages importants aux bâtiments en cas d’alternance de périodes de sécheresse et de pluie. 91,2 % de la superficie communale est en aléa moyen ou fort (59,3 % au niveau départemental et 48,5 % au niveau national). Sur les 1 243 bâtiments dénombrés sur la commune en 2019, 897 sont en aléa moyen ou fort, soit 72 %, à comparer aux 85 % au niveau départemental et 54 % au niveau national. Une cartographie de l'exposition du territoire national au retrait gonflement des sols argileux est disponible sur le site du BRGM,.
Par ailleurs, afin de mieux appréhender le risque d’affaissement de terrain, l'inventaire national des cavités souterraines permet de localiser celles situées sur la commune.

#### Risques technologiques
Le risque de transport de matières dangereuses sur la commune est lié à sa traversée par des infrastructures routières ou ferroviaires importantes ou la présence d'une canalisation de transport d'hydrocarbures. Un accident se produisant sur de telles infrastructures est susceptible d’avoir des effets graves sur les biens, les personnes ou l'environnement, selon la nature du matériau transporté. Des dispositions d’urbanisme peuvent être préconisées en conséquence.
La commune est en outre située en aval des barrages du Salagou et des Olivettes, des ouvrages de classe A. À ce titre elle est susceptible d’être touchée par l’onde de submersion consécutive à la rupture d'un de ces ouvrages.

## Histoire
L’oppidum de Cessero se situe au croisement de deux anciennes routes, la voie Domitienne (créée en 118 av. J.-C.) et la voie Mercadale qui reliait Agde et Lodève en passant par Pézenas. De plus la rivière la Thongue se jette dans l'Hérault tout près du village. Le tracé de la voie Domitienne est très clair de part et d'autre de la commune : à l'est le « chemin de la reine Juliette », à l'ouest la route entre Saint-Thibéry et Montblanc. Ce tracé est plus incertain dans la traversée du territoire. Un pont romain (le pont visible aujourd'hui date en fait du Moyen Âge) permettait probablement de traverser le fleuve. D'autres tracés possibles de la Voie Domitienne ont été envisagés. Un de ces tracés passerait par le domaine de l'Île et la rue du Bac puis la Grand-Rue.
La voie Mercadale empruntait le Pont-Vieux (de datation incertaine).
Le village se trouvait dans l'ancien diocèse d'Agde. Il était le siège d'une abbaye bénédictine, l'abbaye de Saint-Thibéry, fondée à l'époque carolingienne par Attilio, disciple et ami de saint Benoît d’Aniane, près des tombes de trois martyrs. Le premier Saint Thibéry ou Tibère, fils d'Hélée gouverneur romain d'Agde, a donné son nom au village. Lui et les deux autres, Modeste, son précepteur qui l'aurait converti au christianisme et Florence, jeune femme qui les aurait accueillis, ont été exécutés au temps de l'empereur Dioclétien. Peu de restes subsistent de l'abbaye du Moyen Âge. Un concile s'y est tenu en 1389.
L'église abbatiale de Saint-Thibéry a été édifiée aux XIVe et XVe siècles et n'a jamais achevée par manque de fonds. Les pèlerins de Saint-Jacques de Compostelle faisaient halte à l'abbaye pour honorer les restes des martyrs Tibère, Modeste et Florence.
L'abbaye a aussi été aussi pillée et dévastée par les protestants durant les guerres de religion. Elle a adhéré à la congrégation de Saint-Maur en 1639. Les bénédictins de la congrégation de Saint-Maur ont reconstruit le monastère avec magnificence, dont il reste un ensemble formé par le maître-autel, les stalles et les boiseries du XVIIIe siècle.
En 1790, l’abbaye est vendue comme bien national.
Lors de la Révolution française, les citoyens de la commune se réunissent au sein de la société révolutionnaire, baptisée « société populaire des sans-culottes montagnards », créée en avril 1791. Elle compte 246 membres en l’an III, ce qui représente une très importante proportion de la population (17,7 %). La société politique de Saint-Thibéry est celle qui fédère le plus les habitants de sa commune, dans tout le département.
À l'entrée du vieux pont sur la Thongue se dresse une stèle, qui commémore la déportation de 1851-1852. Il s'agit de 44 déportés de Saint-Thibéry en Algérie. Après le coup d'état de Louis Napoléon le 2 décembre 1851, de nombreux citoyens républicains se sont soulevés, et la répression a été féroce.

## Politique et administration

### Liste des maires
| Période         | Période         | Identité           | Étiquette | Qualité |
| --------------- | --------------- | ------------------ | --------- | --- |
| mai 1904        | mai 1908        | Émile Delmas       |           | |
| mai 1908        | août 1909       | Aimé Chauvin       |           | |
| septembre 1909  | 7 décembre 1919 | Camille Cadenat    |           | |
| 7 décembre 1919 | 15 octobre 1922 | Denis Delmas       |           | |
| 15 octobre 1922 | 12 mai 1929     | Benjamin Delmas    |           | |
| 12 mai 1929     | septembre 1930  | Léopold Frustié    |           | |
| 15 octobre 1930 | juillet 1941    | Léonce Ruffié      |           | |
| 23 juillet 1941 | septembre 1944  | Gaston Roques      |           | Membres du Conseil Municipal nommés par le préfet le 23 juillet 1941. Dissolution du CM fin septembre 1944 |
| septembre 1944  | mai 1945        | Maurice Dijoux     |           | Nomination à titre provisoire (comité de libération)                                                       |
| 13 mai 1945     | 8 octobre 1951  | Eugène Roques      |           | |
| 9 décembre 1951 | 14 mars 1965    | Pierre Daurès      |           | |
| 14 mars 1965    | mars 1983       | Francis Laurent    |           | |
| mars 1983       | mars 1989       | Michel-Henri Palau | RPR       | |
| mars 1989       | juin 1995       | Jean Laurent       |           | |
| juin 1995       | mars 2001       | Michel-Henri Palau | RPR       | |
| mars 2001       | mars 2020       | Guy Amiel          | DVD       | Cadre supérieur                                                                                            |
| mars 2020       | En cours        | Jean Augé          |           | |

## Population et société

### Démographie
L'évolution du nombre d'habitants est connue à travers les recensements de la population effectués dans la commune depuis 1793. Pour les communes de moins de 10 000 habitants, une enquête de recensement portant sur toute la population est réalisée tous les cinq ans, les populations de référence des années intermédiaires étant quant à elles estimées par interpolation ou extrapolation. Pour la commune, le premier recensement exhaustif entrant dans le cadre du nouveau dispositif a été réalisé en 2007.

En 2022, la commune comptait 3 047 habitants, en évolution de +18,19 % par rapport à 2016 (Hérault : +7,49 %, France hors Mayotte : +2,11 %).
| 1793  | 1800  | 1806  | 1821  | 1831  | 1836  | 1841  | 1846  | 1851  |
| ----- | ----- | ----- | ----- | ----- | ----- | ----- | ----- | ----- |
| 1 401 | 1 485 | 1 532 | 1 389 | 1 427 | 1 634 | 1 621 | 1 710 | 1 750 |

| 1856  | 1861  | 1866  | 1872  | 1876  | 1881  | 1886  | 1891  | 1896  |
| ----- | ----- | ----- | ----- | ----- | ----- | ----- | ----- | ----- |
| 1 822 | 1 814 | 1 881 | 1 963 | 2 096 | 1 943 | 2 001 | 2 100 | 2 137 |

| 1901  | 1906  | 1911  | 1921  | 1926  | 1931  | 1936  | 1946  | 1954  |
| ----- | ----- | ----- | ----- | ----- | ----- | ----- | ----- | ----- |
| 2 527 | 2 334 | 2 300 | 2 370 | 2 381 | 2 307 | 2 005 | 1 667 | 1 686 |

| 1962  | 1968  | 1975  | 1982  | 1990  | 1999  | 2006  | 2007  | 2012  |
| ----- | ----- | ----- | ----- | ----- | ----- | ----- | ----- | ----- |
| 1 745 | 1 888 | 1 808 | 1 874 | 2 076 | 2 200 | 2 271 | 2 281 | 2 326 |

| 2017  | 2022  | - | - | - | - | - | - | - |
| ----- | ----- | - | - | - | - | - | - | - |
| 2 665 | 3 047 | - | - | - | - | - | - | - |

### Enseignement
La commune dispose d'une école primaire et d'une école maternelle, toutes deux publiques. Le collège de secteur est situé dans la commune voisine de Florensac et le lycée de secteur sur celle d'Agde.

### Manifestations culturelles et festivités
- La fête locale de la commune, généralement organisée dans les alentours du 10 novembre.
- La Féria de la commune, généralement organisée dans les alentours du 22 juillet par l'association Les Amis de l'Espagne.
- La retraite aux flambeaux, cortège où les habitants se baladent dans la rue en tenant un lampion ou une torche, généralement organisée le 13 juillet par la municipalité de la commune. La marche est terminée par un feu d'artifice tiré depuis le stade.

### Sports
- Football : Le Sporting slub[Quoi ?] saint-thibérien est un club qui joue avec les couleurs jaune et noire. Il est présidé par Sébastien Lozano. Pour les matches à domicile, le club utilise le stade municipal de Saint-Thibéry.
- Le Moto Club : Le Moto Club saint-thibérien utilise la piste de cross de la Vière. Il organise chaque année :
  - 1 endurance tout terrain (dernier dimanche de janvier)
  - 1 motocross (comptant pour le championnat de France junior en 2007) ;
  - 1 super cross nocturne, estival, le premier samedi d'août ;
  - le trophée méditerranéen en novembre.

## Économie

### Revenus
En 2018, la commune compte 1 252 ménages fiscaux, regroupant 2 909 personnes. La médiane du revenu disponible par unité de consommation est de 18 720 € (20 330 € dans le département). 33 % des ménages fiscaux sont imposés (45,8 % dans le département).

### Emploi
|                | 2008   | 2013   | 2018   |
| -------------- | ------ | ------ | ------ |
| Commune        | 12 %   | 10,5 % | 13,8 % |
| Département    | 10,1 % | 11,9 % | 12 %   |
| France entière | 8,3 %  | 10 %   | 10 %   |

En 2018, la population âgée de 15 à 64 ans s'élève à 1 643 personnes, parmi lesquelles on compte 74,5 % d'actifs (60,7 % ayant un emploi et 13,8 % de chômeurs) et 25,5 % d'inactifs,. Depuis 2008, le taux de chômage communal (au sens du recensement) des 15-64 ans est supérieur à celui de la France et du département.
La commune est hors attraction des villes,. Elle compte 1 254 emplois en 2018, contre 1 146 en 2013 et 1 106 en 2008. Le nombre d'actifs ayant un emploi résidant dans la commune est de 1 016, soit un indicateur de concentration d'emploi de 123,5 % et un taux d'activité parmi les 15 ans ou plus de 56,4 %.
Sur ces 1 016 actifs de 15 ans ou plus ayant un emploi, 327 travaillent dans la commune, soit 32 % des habitants. Pour se rendre au travail, 87,1 % des habitants utilisent un véhicule personnel ou de fonction à quatre roues, 0,7 % les transports en commun, 6,1 % s'y rendent en deux-roues, à vélo ou à pied et 6 % n'ont pas besoin de transport (travail au domicile).

### Activités hors agriculture

#### Secteurs d'activités
298 établissements sont implantés  à Saint-Thibéry au 31 décembre 2019. Le tableau ci-dessous en détaille le nombre par secteur d'activité et compare les ratios avec ceux du département,.
| Secteur d'activité                                                                                        | Commune | Commune | Département |
| Secteur d'activité                                                                                        | Nombre  | %       | %           |
| --- | ------- | ------- | ----------- |
| Ensemble                                                                                                  | 298     | 100 %   | (100 %)     |
| Industrie manufacturière, industries extractives et autres                                                | 48      | 16,1 %  | (6,7 %)     |
| Construction                                                                                              | 54      | 18,1 %  | (14,1 %)    |
| Commerce de gros et de détail, transports, hébergement et restauration                                    | 75      | 25,2 %  | (28 %)      |
| Information et communication                                                                              | 4       | 1,3 %   | (3,3 %)     |
| Activités financières et d'assurance                                                                      | 13      | 4,4 %   | (3,2 %)     |
| Activités immobilières                                                                                    | 10      | 3,4 %   | (5,3 %)     |
| Activités spécialisées, scientifiques et techniques et activités de services administratifs et de soutien | 34      | 11,4 %  | (17,1 %)    |
| Administration publique, enseignement, santé humaine et action sociale                                    | 39      | 13,1 %  | (14,2 %)    |
| Autres activités de services                                                                              | 21      | 7 %     | (8,1 %)     |

Le secteur du commerce de gros et de détail, des transports, de l'hébergement et de la restauration est prépondérant sur la commune puisqu'il représente 25,2 % du nombre total d'établissements de la commune (75 sur les 298 entreprises implantées  à Saint-Thibéry), contre 28 % au niveau départemental.

#### Entreprises et commerces
Les cinq entreprises ayant leur siège social sur le territoire communal qui génèrent le plus de chiffre d'affaires en 2020 sont : 
- Force Sud, commerce de gros (commerce interentreprises) de fruits et légumes (36 714 k€) ;
- Les Celliers Du Vent, commerce de gros (commerce interentreprises) de boissons (25 250 k€) ;
- Carrières Des Roches Bleues, exploitation de gravières et sablières, extraction d'argiles et de kaolin (11 668 k€) ;
- Aqua D Oc, commerce de gros (commerce interentreprises) de matériel agricole (11 244 k€) ;
- Meditrag, construction d'autres ouvrages de génie civil n.c.a. (5 141 k€).

### Agriculture
La commune est dans la « Plaine viticole », une petite région agricole occupant la bande côtière du département de l'Hérault. En 2020, l'orientation technico-économique de l'agriculture  sur la commune est la viticulture.
|               | 1988  | 2000  | 2010 | 2020  |
| ------------- | ----- | ----- | ---- | ----- |
| Exploitations | 163   | 101   | 79   | 63    |
| SAU (ha)      | 1 033 | 1 205 | 882  | 1 156 |

Le nombre d'exploitations agricoles en activité et ayant leur siège dans la commune est passé de 163 lors du recensement agricole de 1988  à 101 en 2000 puis à 79 en 2010 et enfin à 63 en 2020, soit une baisse de 61 % en 32 ans. Le même mouvement est observé à l'échelle du département qui a perdu pendant cette période 67 % de ses exploitations,. La surface agricole utilisée sur la commune est restée relativement stable, passant de 1033 ha en 1988 à 1156 ha en 2020. Parallèlement la surface agricole utilisée moyenne par exploitation a augmenté, passant de 6 à 18 ha.

## Culture locale et patrimoine

### Monuments et lieux touristiques

#### Abbaye de Saint-Thibéry
Église Saint-Thibéry de Saint-Thibéry (Hérault). L'église abbatiale avec sa crypte. L'édifice a été classé au titre des monuments historiques en 1923. On peut voir encore le cloître et une tour d'enceinte du monastère.
- Église Sainte-Marie de la Salvetat.
- Zoo Le Nouveau monde, depuis mai 2016 pour remplacer le parc Val d'Hérault nature
- La coulée de basalte avec les orgues basaltiques au cœur du village.
- Le pont romain, permettant à la Via Domitia de franchir l'Hérault.

- Le moulin médiéval sur l'Hérault.

- Le Pont Vieux (XVIe siècle) sur la Thongue.

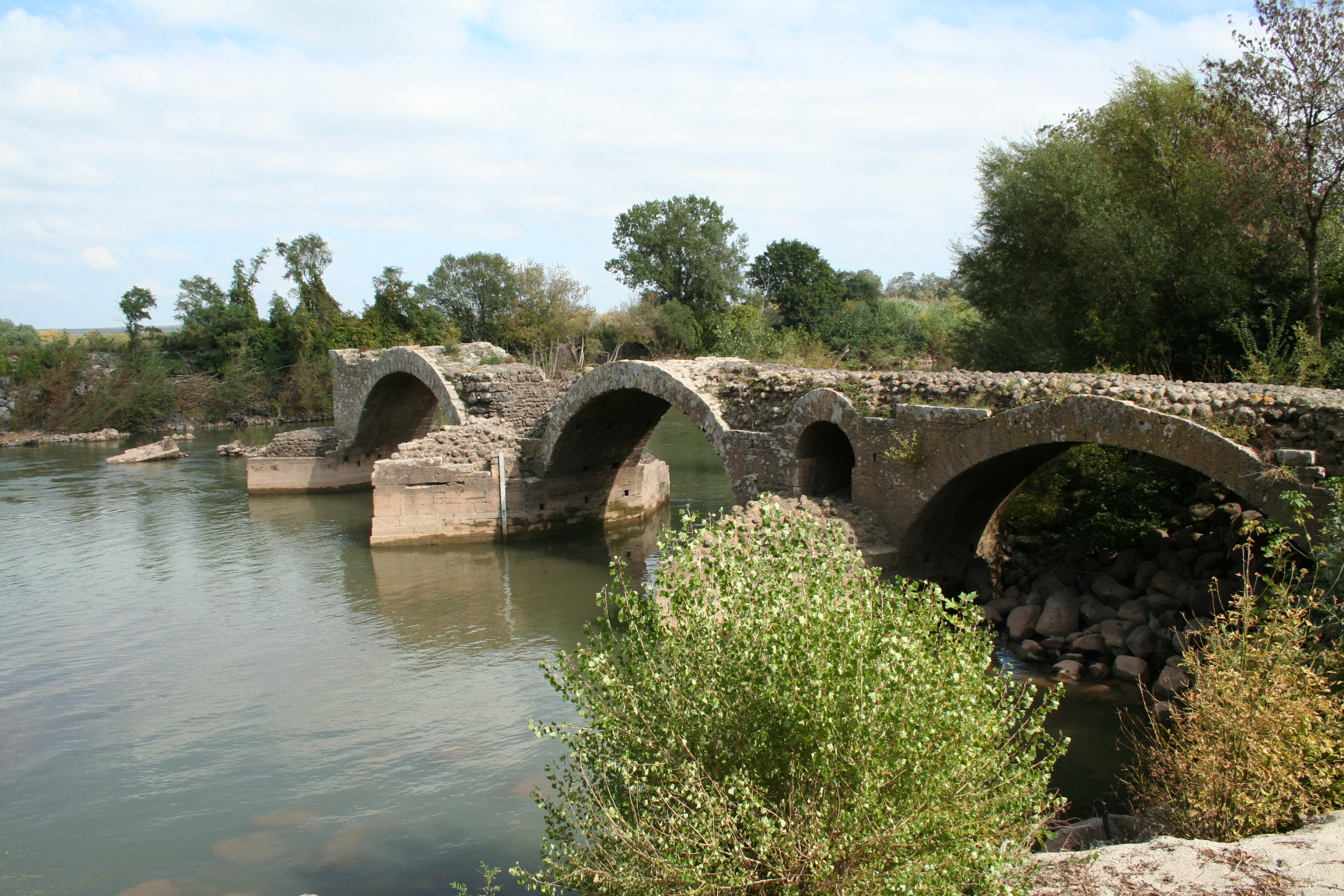
Pont romain.

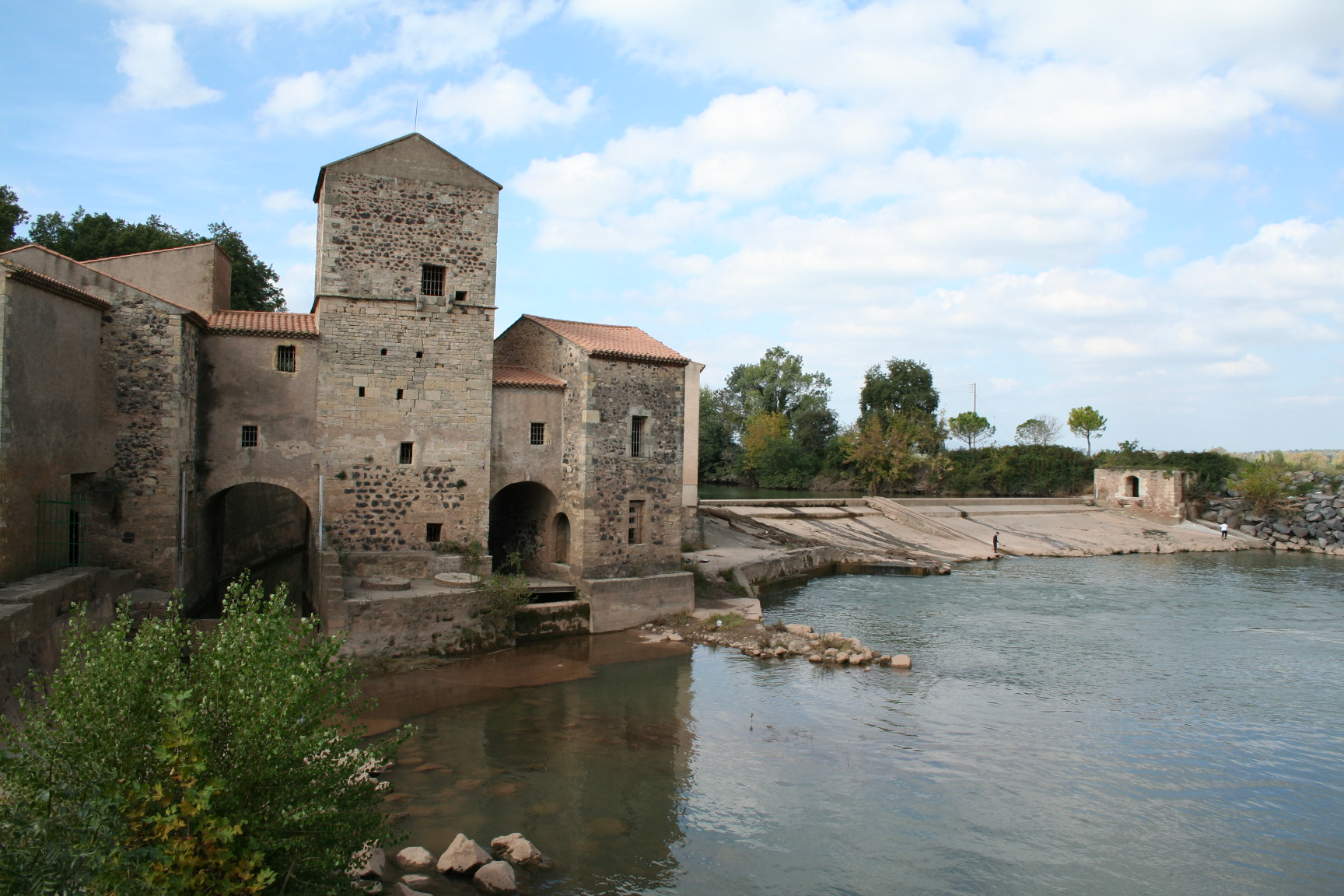
Moulin médiéval sur l'Hérault.

Le centre ancien du village conserve un ensemble de maisons des XVe, XVIe, XVIIe et XVIIIe siècles, concentrées autour de l'école et de la mairie.

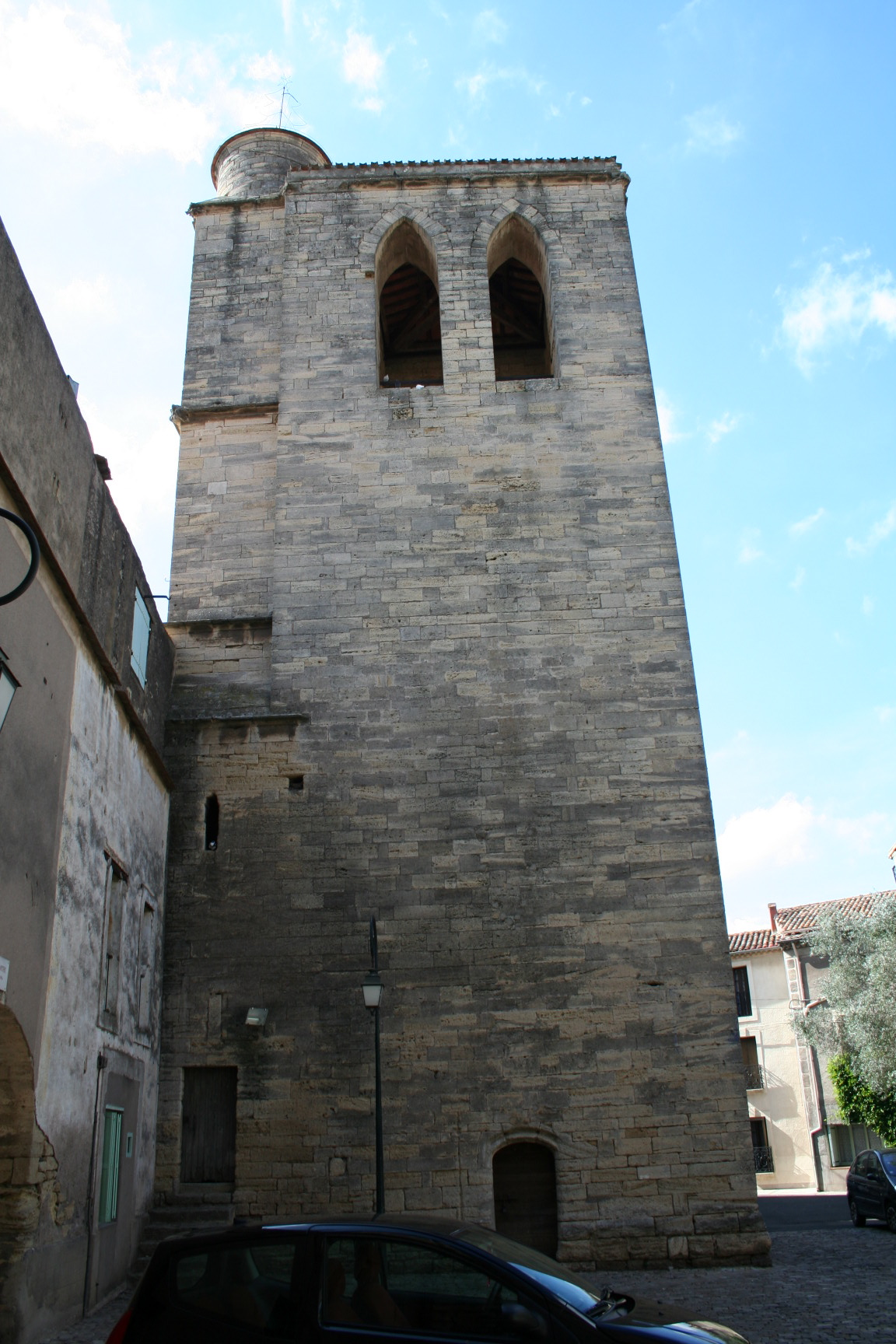
Tour.

### Personnalités liées à la commune
- Pierre Béranger de Nattes (1764-1849), militaire et homme politique né à Saint-Thibéry, député de l'Aude.
- Jean Daniel Haguenot, homme politique né le 19 août 1797 à Saint-Thibéry (Hérault) et décédé le 23 novembre 1874 à Montaudran (Haute-Garonne).
- Gaspard Pierre Émile Balthazard Pouget (1814, Saint-Thibéry-1876, Montpellier), général de brigade, commandeur de la Légion d'honneur[44], grand officier de l'ordre du Nichan Iftikhar. Il a combattu en Crimée et en Chine.
- Gustave Jean Marie Adrien Pouget (1866, Paris-1909, Saint-Thibéry), fils du précédent, était aussi général.
- Christian Beullac, ancien Directeur Général de Renault, ancien ministre du Travail (1976 - 1978), ancien ministre de l'Éducation Nationale (1978 - 1981), a vécu son enfance à Saint-Thibéry.
- Laurent Charvet (1973-), footballeur.
- Jacques Coulondres (1921-2004), officier de la Marine nationale.
- Alexandra Rosenfeld, Miss France 2006 et Miss Europe 2006 - 2007.
- Jean Sagnes (1938-), historien, ancien président de l'université de Perpignan, né à Saint-Thibéry.
- Joaquim Garcia : guitariste, compositeur.
- Kirstin McCoy - Artiste Peintre*
- Guy Paul (1923-), curé à Sainte Eulalie à Montpellier et doyen du chapitre des chanoines de la cathédrale de Montpellier
- Monique Thierry (1940-2021), actrice française.

### Héraldique
|  | Les armoiries de Saint-Thibéry se blasonnent ainsi : d'or à trois mouchetures d'hermines, aux chef d'azur chargé de trois fleurs de lys d'or. |